# Мали летећи медведићи
Мали летећи медведићи (енгл. The Little Flying Bears, хрв. Mali leteći medvjedići) је канадско-хрватска телевизијска цртана серија настала у копродукцији CinéGroupe-а и Загреб филма, достигла је велику популарност и приказивала се у стотињак држава. Изворно се приказивала почетком 1990-их уз вишемилионску гледаност у Канади и државама средње и Југоисточне Европе, где се неколико пута поновно приказивала на националним телевизијама.
Аутор и зачетник серије је Душан Вукотић, који је позвао Пера Квесића на израду цртаћа за иностранство. Захваљујући Вукотићевим познанствима, остварена је копродукција с Канадом. Дотад су прве епизоде већ стекле завидну популарност на подручју бивше Југославије, а издан је и албум са самољепљивим сличицама и неколико сликовница.
На српски језик серија је синхронизована 2001. године од стране Медија филма, који је радио и VHS издања. Српска синхронизација се приказивала на бројним националним, кабловским и локалним каналима широм Србије, Црне Горе, Босне и Херцеговине и БЈР Македоније. Први ДВД је издала фирма Ди Медија 2002. године, са 4 епизоде, а пар година касније фирма А.С.Ф. Интернешнл је издала 9 ДВД дискова са укупно 31 епизодом.

## Радња
Место радње је столетна шума где људска нога није никада крочила, тамо је дом заједнице коју предводи мудри стари медвед Платон. У томе му помажу летећи медведићи, највише Тина и Деки, који увек слушају његове савете, баш као и савете сове зване Балзак. У свакој епизоди крилати медведићи показују како храброст, поверење и машта могу превладати опасност и вратити склад у њихово пребивалиште – шуму. Да не би све било савршено брину се ласице Смрда и Смуцало, који шуму загађују отпацима људског напретка.
На великом одлагалишту смећа у близини шуме често налазе конзерве, нафту, спојеве и остале отпатке те непрестано траже начине да поремете жељу летећих медведића за миром и радошћу. У сплеткама им се често придружује и збуњена змија звана Слиниша. Најзапосленији међу медведићима, Тина, Деки, близнакиње Мина и Лела, и браћа Неца и Пеца, увек успеју да поремете планове несташних ласица.

## Међународни називи
- (Енглески назив)
- (Хрватски назив)
- (Српски назив)
- 環保小飛熊 (Традиционални кинески назив)
- 环保小飞熊 (Поједностављени кинески назив)
- (Француски назив)
- (Немачки назив)
- (Мађарски назив)
- המעופפים הנועזים (Хебрејски назив)
- (Италијански назив)
- (Македонски назив)
- (Пољски назив)
- (Словеначки назив)
- (Шпански назив)
- (Шведски назив)
- (Чешки назив)
- الدببة الطائرة (Арапски назив)
- (Норвешки назив)
- (Исландски назив)
- (Руски назив)